# Agapetes pottingeri
Agapetes pottingeri är en ljungväxtart som beskrevs av David Prain. Agapetes pottingeri ingår i släktet Agapetes och familjen ljungväxter. Inga underarter finns listade i Catalogue of Life.